# Datación relativa

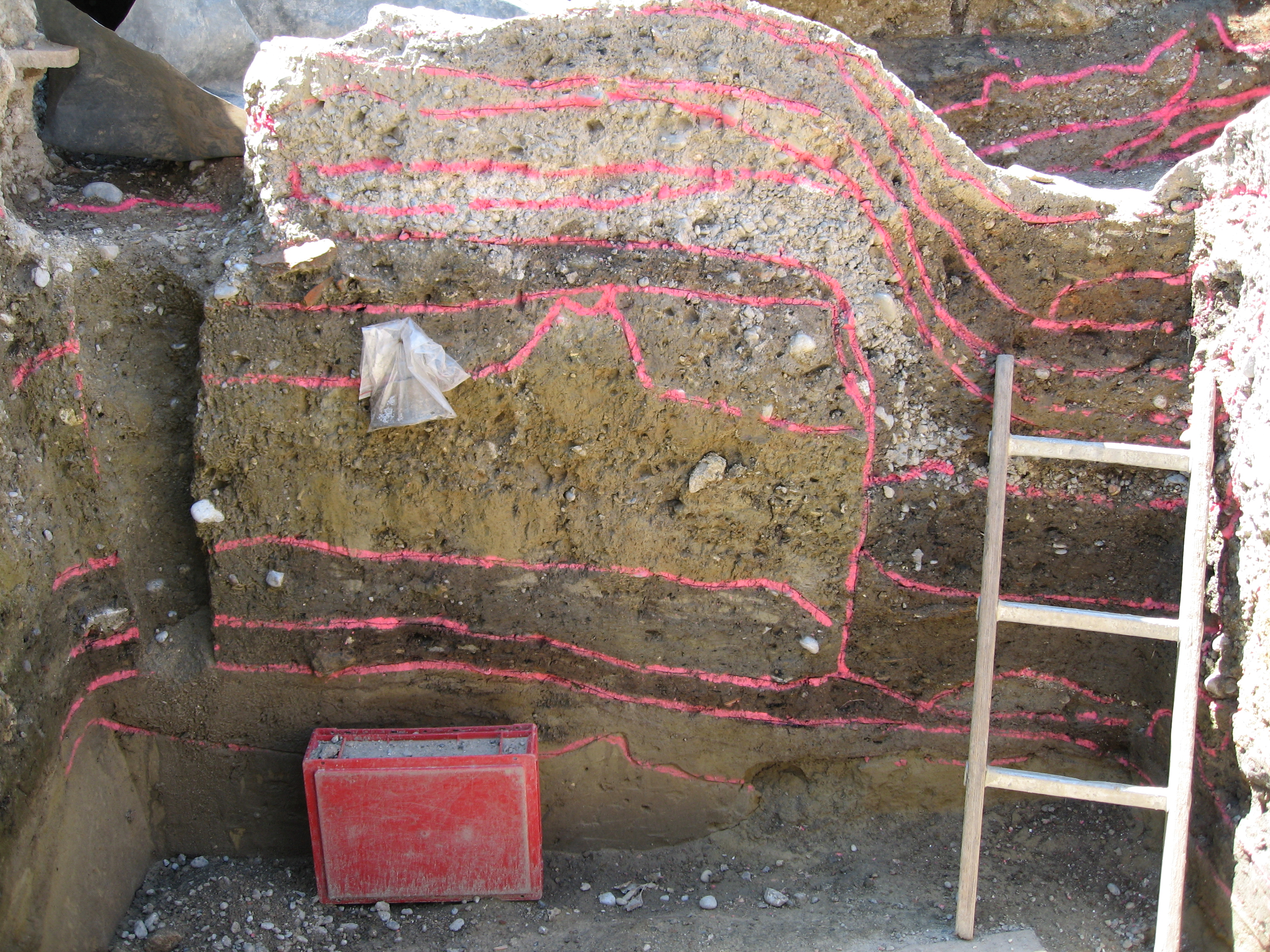
Corte estratigráfico en un yacimiento arqueológico

La datación relativa es un tipo de datación que se basa en la comparación de elementos entre los que se sabe que hay, o se presupone que hay, una relación de anterioridad y de posterioridad. Un ejemplo claro es el de la estratigrafía, disciplina de la geología que considera, en situaciones normales, que los niveles (llamados estratos) que están por debajo son más antiguos (se forman antes) que los que están por encima. Una auténtica seriación cronológica, según este principio, solo debería hacerse en un mismo corte estratrigráfico. De todos modos, pueden establecerse analogías cronológicas en diferentes yacimientos gracias a los llamados «fósiles directores», también llamados «fósiles guía», según Fullola i Pericot y Nadal Lorenzo (2005, p. 32). Así, la datación relativa establece relaciones del tipo «más moderno que» o «contemporáneo a», etc. A esta forma de datación se la llama relativa pues hace más hincapié en el orden temporal en que se sitúan los objetos o los sucesos más que el momento exacto en el que poder situarlos. 
La datación relativa se opone a la datación absoluta. Esta última no usa como referente una relación de anterioridad-posterioridad entre elementos comparados sino que bien al contrario su referente es absoluto, es decir que su criterio de datación se basta a sí mismo para establecer la datación. Por ejemplo, el principio de desintegración de los isótopos radiactivos (la datación radiométrica) es un método absoluto de datación.

## Datación en Geología
Los métodos para la datación relativa se desarrollaron cuando la geología surgió por primera vez como ciencia natural en el siglo XVIII. Los geólogos todavía utilizan los siguientes principios hoy en día como un medio para proporcionar información sobre la historia geológica y el momento de los eventos geológicos.

#### Uniformismo

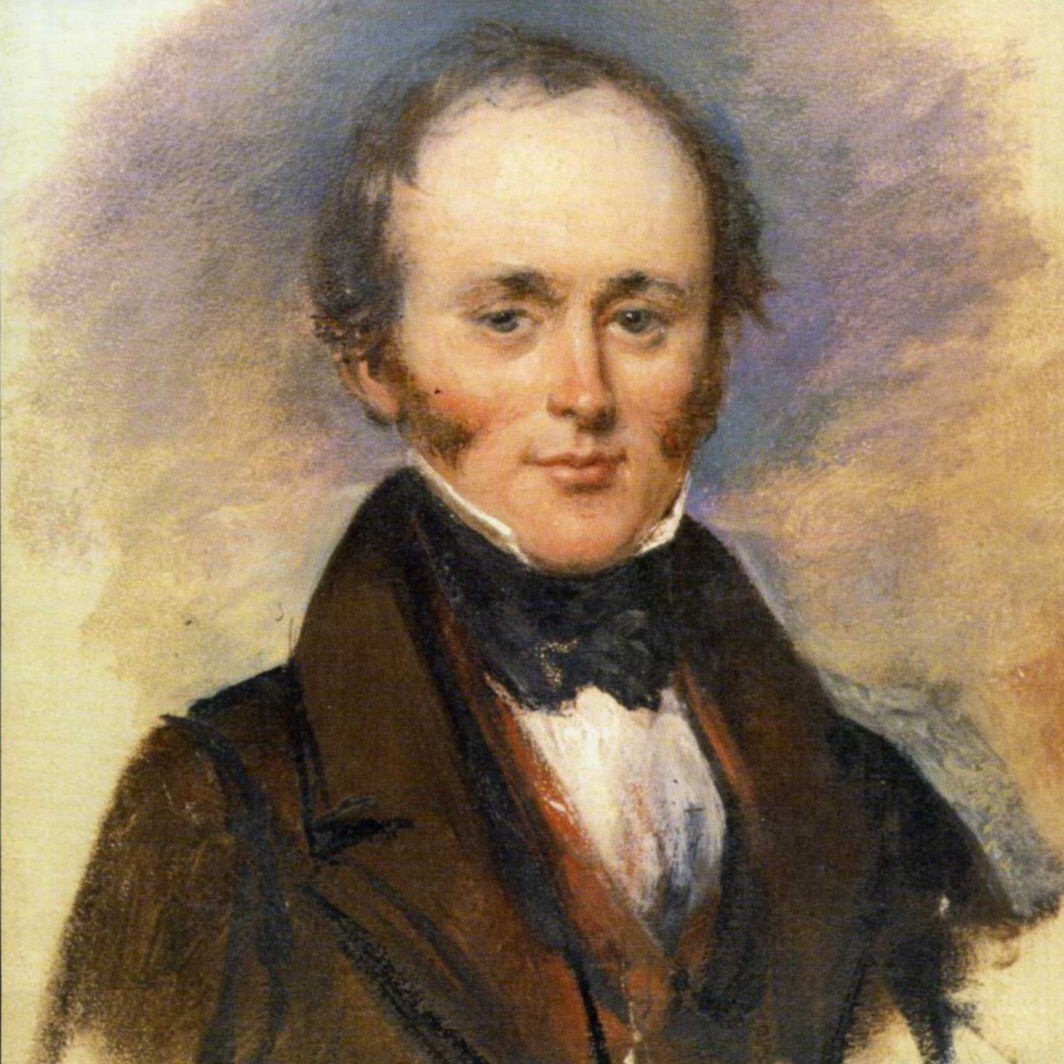
Charles Lyell en la reunión de la British Associationen Glasgow en 1840

El principio de uniformismo establece que los procesos geológicos observados en funcionamiento que actualmente modifican la corteza terrestre han funcionado de manera muy similar a lo largo del tiempo geológico. Un principio fundamental de la geología propuesto por el médico y geólogo escocés del siglo XVIII James Hutton es que «el presente es la clave del pasado». En palabras de Hutton, «la historia pasada de nuestro globo debe explicarse por lo que se puede ver que está sucediendo ahora».
Lyell fue uno de los representantes más destacados del uniformismo y el gradualismo geológico. Según la tesis uniformista, La Tierra se habría formado lentamente a lo largo de extensos períodos de tiempo y a partir de las mismas fuerzas físicas que hoy rigen los fenómenos geológicos: erosión, terremotos, volcanes, inundaciones, etc.

### Métodos estratigráficos
El análisis de la secuencia de la deposición de los estratos y la relación que existe entre ellos nos ayudan a conocer la antigüedad relativa de los materiales que los constituyen

#### Principio de superposición de estratos

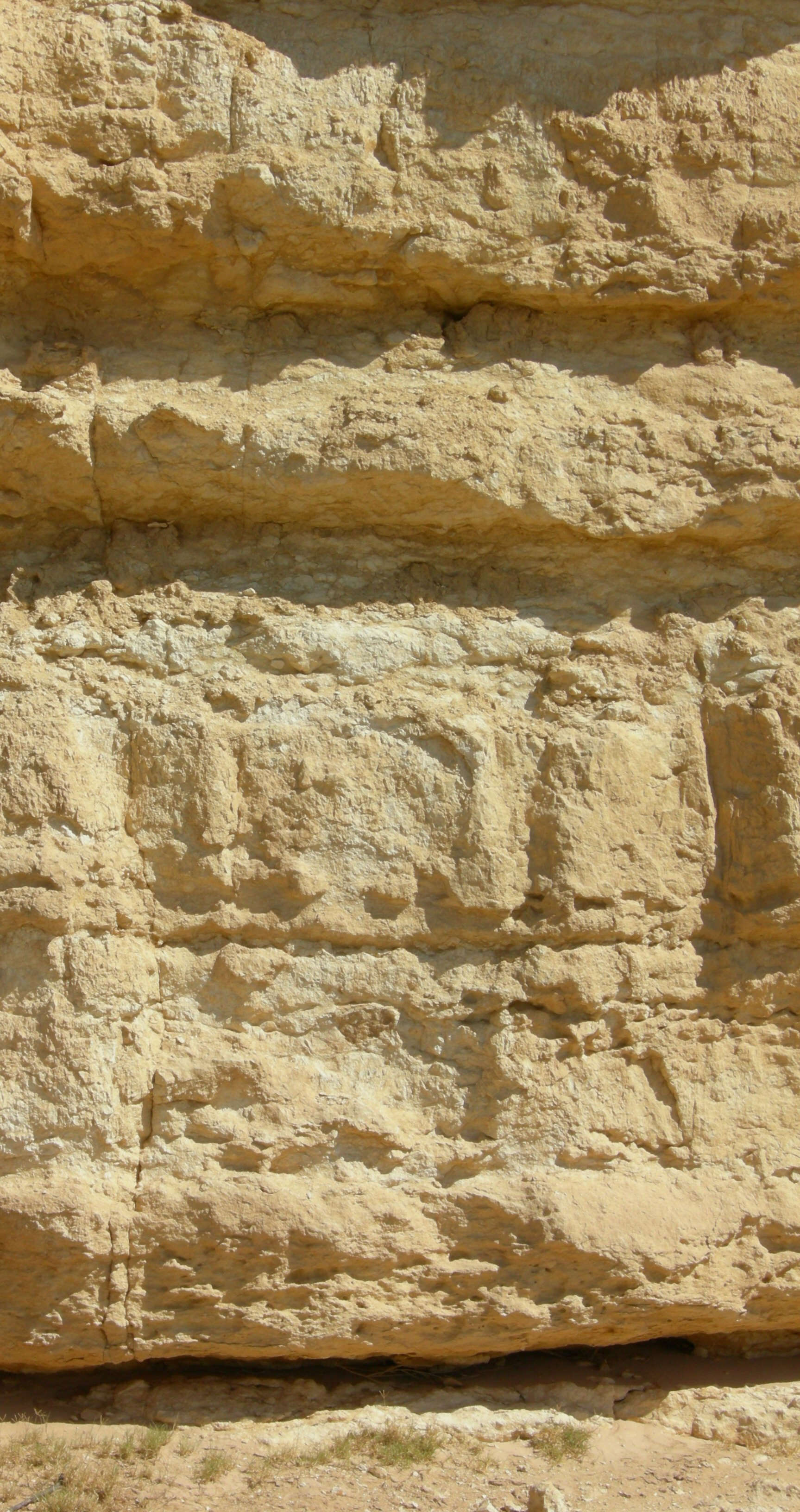
Los estratos se superponen estando los más antiguos abajo y los más recientes encima

El principio de superposición de estratos establece que una capa de roca sedimentaria en una secuencia tectónicamente no perturbada es más vieja la que está debajo y más joven la que está encima. Esto se debe a que no es posible que una capa más joven se deslice debajo de una capa previamente depositada. La única perturbación que experimentan las capas es la bioturbación, en la que los animales y/o las plantas mueven cosas entre las capas. sin embargo, este proceso no es suficiente para permitir que las capas cambien de posición. Este principio permite que las capas sedimentarias se vean como una forma de línea de tiempo vertical, un registro parcial o completo del tiempo transcurrido desde la deposición de la capa más baja hasta la deposición del lecho más alto.

#### Principio de horizontalidad original

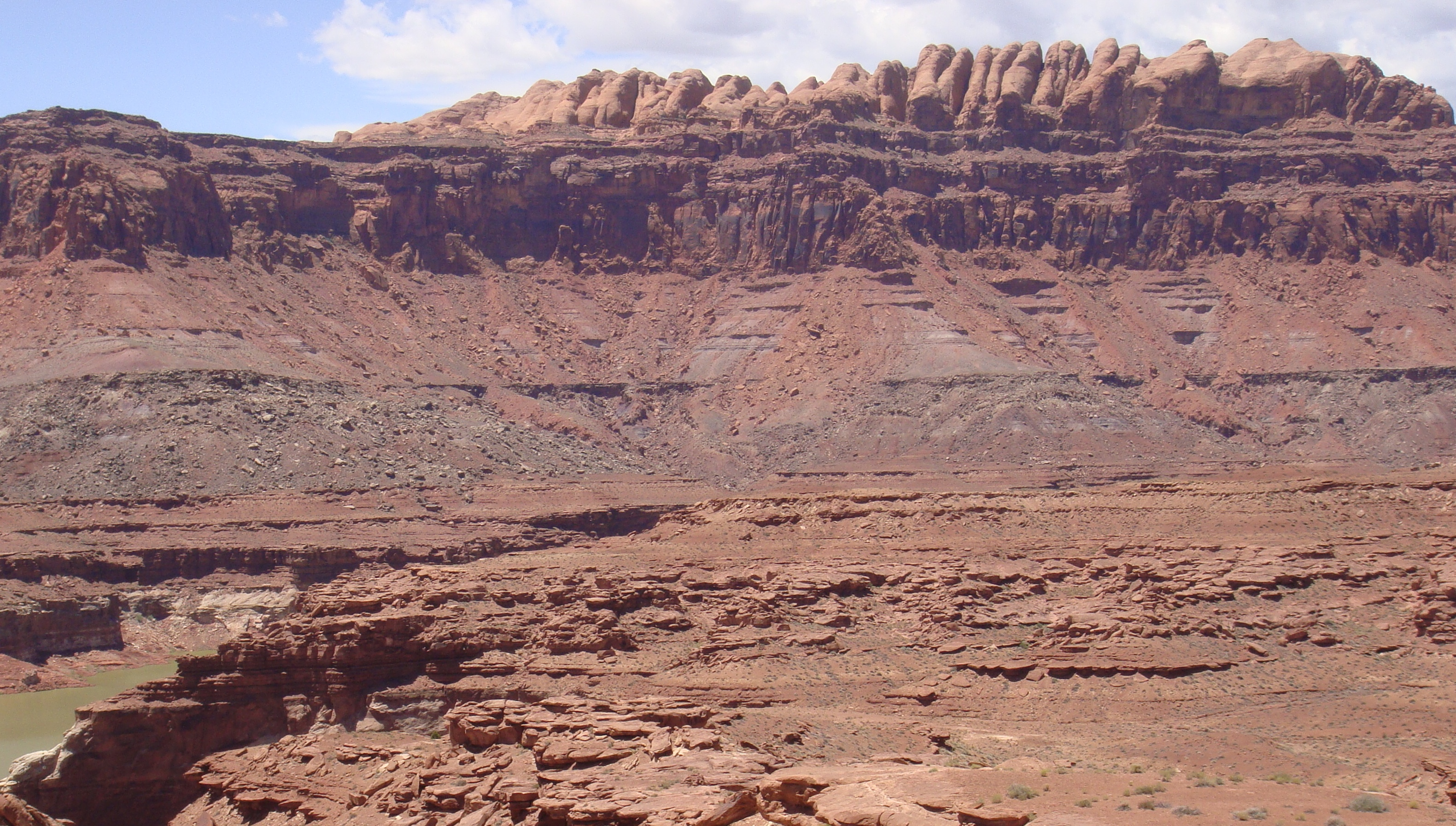
Principio de horizontalidad original

El principio de horizontalidad original establece que la deposición de sedimentos se produce como lechos esencialmente horizontales. La observación de sedimentos marinos y no marinos modernos en una amplia variedad de entornos apoya esta generalización.

#### Principio de continuidad lateral

Principio de continuidad lateral

El principio de continuidad lateral establece que las capas de sedimento inicialmente se extienden lateralmente en todas las direcciones; en otras palabras, son lateralmente continuas. Como resultado, se puede suponer que las rocas que por lo demás son similares, pero que ahora están separadas por un valle u otra característica erosiva, son originalmente continuas.
Las capas de sedimento no se extienden indefinidamente; más bien, los límites pueden reconocerse y están controlados por la cantidad y el tipo de sedimento disponible y el tamaño y la forma de la cuenca sedimentaria. El sedimento continuará siendo transportado a un área y finalmente será depositado. Sin embargo, la capa de ese material se volverá más delgada a medida que la cantidad de material se aleje de la fuente.

#### Discontinuidades estratigráficas
En geología el transcurso del tiempo está representado en forma de secuencias estratigráficas. Pero este registro no es continuo, sino que se producen interrupciones en la sedimentación denominadas diastemas. Al lapso del tiempo transcurrido sin sedimentación se le llama hiato, y si además transcurrió con erosión constituye una laguna estratigráfica. Por ello se producen ``cicatrices´´ en la secuencia estratigráfica, las denominadas discontinuidades estratigráficas. Estas se pueden agrupar en tres tipos diferentes:
- Disconformidades: son discontinuidades marcadas por superficies erosivas (reconocibles por la existencia  de paleosuelos, costras ferruginosas...)[6]
- Discordancias: son discontinuidades en las que durante la laguna estratigráfica se ha producido deformaciones de los estratos y erosión simultánea o posterior de los mismos, lo que queda reflejado por un cierto ángulo entre la disposición de estos estratos y los superiores.[7]
- Inconformidades: discontinuidades entre materiales estratigráficos sedimentarios y no estratificados, normalmente ígneos.

### Métodos estructurales

#### Relaciones transversales

Relaciones transversales se puede utilizar para determinar las edades relativas de estratos rocosos y otras estructuras geológicas. Explicaciones: A - plegamiento estratos de roca cortados por una falla de cabalgamiento; B - grande intrusión (cortando A); C - erosión al discordancia (geología) (cortando A y B) en el que se depositaron los estratos rocosos; D - dique volcánico (atravesando A, B y C); E - estratos rocosos aún más jóvenes (superpuestos C y D); F - falla normal (cortando A, B, C y E).

El principio de relaciones transversales se refiere a la formación de fallas y la antigüedad de las secuencias por las que cortan. Las fallas son más jóvenes que las rocas que cortan; en consecuencia, si se encuentra una falla que penetra algunas formaciones pero no las que están encima de ella, entonces las formaciones que se cortaron son más antiguas que la falla, y las que no se cortan deben ser más jóvenes que la falla. Encontrar la plataforma clave en estas situaciones puede ayudar a determinar si la falla es una falla normal o una falla de cabalgamiento.

#### Relaciones intrusivas
El principio de las relaciones intrusivas se refiere a las intrusiones transversales. En geología, cuando una intrusión ígnea atraviesa una formación de roca sedimentaria, se puede determinar que la intrusión ígnea es más joven que la roca sedimentaria. Hay varios tipos diferentes de intrusiones, que incluyen cepas, lacolitos, batolitos, umbrales y diques.

#### Principio de las inclusiones
Las inclusiones son fragmentos de una unidad de roca que han quedado encerrados dentro de otra.
En el plano vertical, una sucesión de estratos es función del tiempo y permite una cronología relativa. Constituye la estratigrafía propiamente dicha.
En el plano lateral, las rocas sufren cambios en función del paleo ambiente de sedimentación, dando lugar a diversas facies sedimentaria. El ordenamiento de las rocas de la litosfera por su antigüedad comenzó tempranamente en la práctica de la geología, con el enunciado y uso de simples leyes o principios.

#### Inclusiones de rocas ígneas

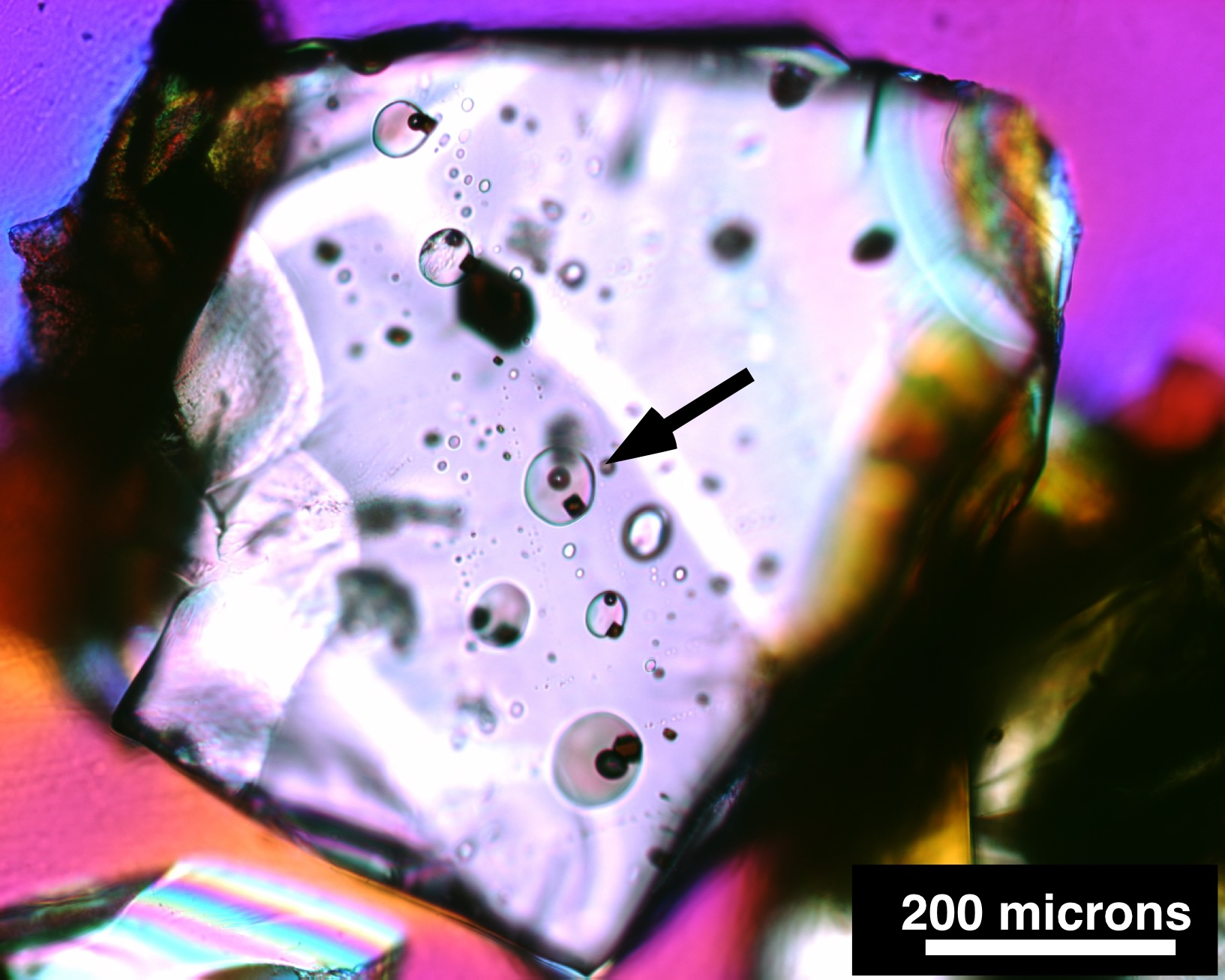
Múltiples inclusiones fundidas en un cristal de olivino. Las inclusiones individuales son de forma ovalada o redonda y consisten en vidrio transparente, junto con una pequeña burbuja de vapor redonda y, en algunos casos, un pequeño cristal cuadrado de espinela. La flecha negra apunta a un buen ejemplo, pero hay varios otros. La aparición de múltiples inclusiones dentro de un solo cristal es relativamente común.

Las inclusiones de fusión son pequeñas parcelas o «gotas» de roca fundida que quedan atrapadas dentro de cristales que crecen en los magmas, las cuales forman rocas ígneas. En muchos aspectos son análogos a las inclusiones fluidas. Las inclusiones de masa fundida son generalmente pequeñas, la mayoría tienen menos de 100 micrómetros de ancho(un micrómetro es una milésima de milímetro o aproximadamente 0,00004 pulgadas, sin embargo, pueden proporcionar una gran cantidad de información útil). Utilizando observaciones microscópicas y una variedad de técnicas de microanálisis químico, los geoquímicos y los petrólogos ígneos pueden obtener una variedad de información útil a partir de las inclusiones de fusión. Dos de los usos más comunes de las inclusiones fundidas son el estudio de la composición de los magmas presentes al principio de la historia de sistemas de magma específicos, esto se debe a que las inclusiones pueden actuar como «fósiles», atrapando y preservando estos fundidos antes de que sean modificados por procesos ígneos posteriores, además, debido a que están atrapadas a altas presiones, muchas inclusiones de fusión también proporcionan información importante sobre el contenido de elementos volátiles (como H2O, CO2, S y Cl) que provocan erupciones volcánicas explosivas.
Sorby (18589, fue el primero en documentar inclusiones microscópicas de fusión en cristales. 
El estudio de las inclusiones fundidas ha sido impulsado más recientemente por el desarrollo de sofisticadas técnicas de análisis químico. Científicos de la ex Unión Soviética dirigieron el estudio de las inclusiones fundidas en las décadas posteriores a la Segunda Guerra Mundial (Sobolev y Kostyuk, 1975) y desarrollaron métodos para calentar las inclusiones fundidas bajo un microscopio, de modo que los cambios pudieran observarse directamente.

### Métodos biológicos

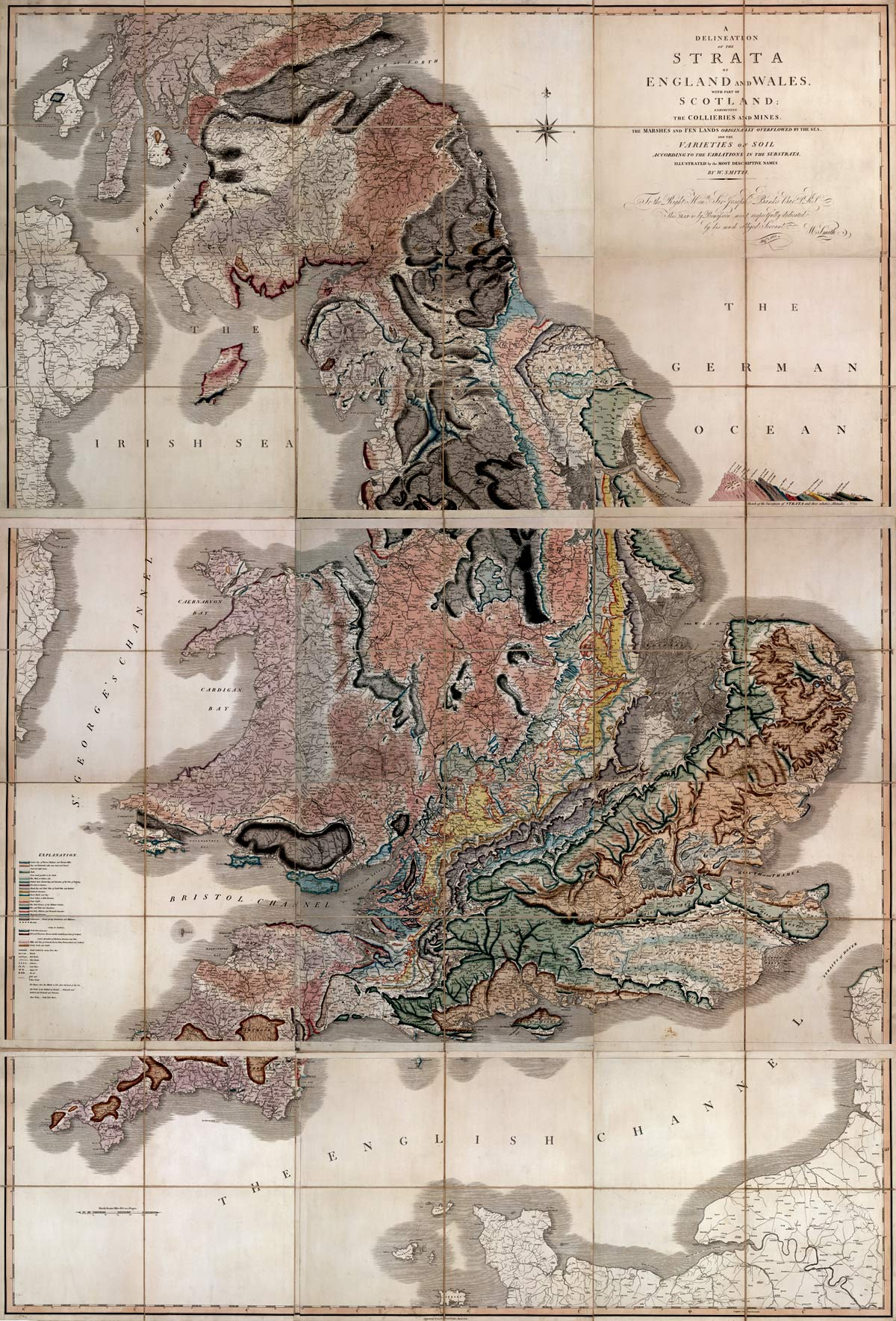
Mapa geológico de William Smith 1815

El orden regular de aparición de fósiles en las capas de rocas fue descubierto alrededor de 1800 por William Smith. Mientras excavaba el canal de carbón de Somerset en el suroeste de Inglaterra, descubrió que los fósiles siempre estaban en el mismo orden en las capas de roca. Mientras continuaba con su trabajo como topógrafo, encontró los mismos patrones en toda Inglaterra. También descubrió que ciertos animales estaban en solo ciertas capas y que estaban en las mismas capas en toda Inglaterra. Debido a ese descubrimiento, Smith pudo reconocer el orden en que se formaron las rocas. Dieciséis años después de su descubrimiento, publicó un mapa geológico de Inglaterra que muestra las rocas de diferentes épocas geológicas.

#### Principio de sucesión faunística
El Principio de sucesión de la fauna se basa en la aparición de fósiles en rocas sedimentarias. Como los organismos existen en el mismo período de tiempo en todo el mundo, su presencia o (a veces) ausencia puede usarse para proporcionar una edad relativa de las formaciones en las que se encuentran. Sobre la base de los principios establecidos por William Smith casi cien años antes de la publicación de la teoría de la evolución de Charles Darwin, los principios de la sucesión se desarrollaron independientemente del pensamiento evolutivo. El principio se vuelve bastante complejo, sin embargo, dadas las incertidumbres de la fosilización, la localización de los tipos de fósiles que pueden ser diferentes debido a cambios laterales en el hábitat y que no todos los fósiles pueden encontrarse globalmente al mismo tiempo.
Este principio de la sucesión faunística permite establecer comparaciones en el tiempo entre materiales de contextos geográficos muy distantes pero que tienen la misma edad, ya que muchos organismos tenían una extensión lo largo de la superficie del globo terráqueo prácticamente mundial.

## La datación de huesos
La datación de huesos es un método útil para estimar si varios huesos asociados en el mismo depósito estratigráfico sus contenidos de nitrógeno, flúor y uranio.
Se basa en el hecho de que dos huesos enterrados en el mismo tipo de sedimento deberían tener las mismas proporciones de flúor, un elemento presente en la tierra y que se disuelve en el agua, de tal manera que puede ser incorporado al fósil con el paso del tiempo.

## Secuencias tipológicas
Hay dos conceptos nuevos que sirven de base a la idea de elaborar una datación relativa mediante la tipología:
- Los productos de un período y lugar determinados tienen un estilo reconocible.
- El cambio estilístico de los artefactos suele ser bastante gradual y evolutivo.

Estos argumentos fueron perfeccionados por muchos arqueólogos, que descubrieron que se podían establecer cronologías relativas para distintas clases de artefactos procedentes de regiones diferentes.

## Sistemas de datación en arqueología

### Sistema estratigráfico
El primer sistema utilizado es el estratigráfico. La ordenación de los estratos según su disposición nos da una datación relativa del yacimiento. Se asienta en tres principios:
1. Principio de superposición; un estrato es más reciente que aquel al que cubre.
2. Principio de continuidad; nos indica que un estrato tiene la misma antigüedad en todos sus puntos, es decir, todos los objetos encontrados en un mismo nivel son contemporáneos.
3. Principio de identidad paleontológica, si varios estratos tienen los mismos rasgos son contemporáneos.
Gracias al tercer principio se puede obtener una secuencia cronológica entre dos yacimientos diferentes. Siempre que no se hayan producido modificaciones y que sean depósitos sellados.
Las condiciones necesarias para el cumplimiento de estos principios son: que no se hayan producido modificaciones pos sedimentarias y que los niveles sean depósitos sellados, que estén divididos por arriba y por abajo.
Las modificaciones pueden ser de origen climático (solifluxión y crioturbación), de origen animal (madrigueras de animales fosores...) y de origen antrópico (enterramientos).
La fecha del artefacto más moderno encontrado que aparece en un depósito sellado se llama post quem y marca el límite antes del cual es imposible que se halla podido sellar el nivel.

### Seriación
Se basa en principios evolucionistas. Se debe realizar con los artefactos derivados de una misma cultura y que tengan la misma función. El procedimiento consiste en observar las características de los artefactos e ir colocando más cerca unos de otros aquellos que son más parecidos, de manera que entre un artefacto y el de al lado las diferencias sean mínimas. Hay que tener en cuenta el cambio gradual.

### Datación polínica
Otra de las técnicas válidas y utilizadas para obtener una datación relativa es la que se deriva de los estudios del polen. Éste se conserva fácilmente durante largos períodos de tiempo y se suele encontrar con mayor frecuencia en turberas y humedales.
Estableciendo unas zonas polínicas junto con su evolución en el tiempo es posible generar unos diagramas polínicos; con los cuales podremos comparar la composición polínica de un yacimiento o artefacto y de este modo, conocer su cronología relativa.
Aunque las zonas polínicas no son uniformes en áreas extensas y hay que tener en cuenta el hecho de que los descubrimientos próximos al yacimiento pueden ser vinculados a éstas secuencias polínicas, además de que:

...si se pueden determinar las fechas radiocarbónicas o de los anillos de crecimiento para toda o, al menos, una parte de la secuencia, tendremos entonces los elementos necesarios para una cronología absoluta de la región.